# Loučná pod Klínovcem
Loučná pod Klínovcem – drugie najmniejsze miasto w Czechach, położone w kraju usteckim, w powiecie Chomutov.
Według danych z 1 stycznia 2024, liczba mieszkańców miasta wynosi 198 osób (4918. miejsce w kraju wśród miejscowości; 609. miejsce wśród miast).

## Demografia
| Rok             | 2008 | 2016 | 2024 |
| --------------- | ---- | ---- | ---- |
| Liczba ludności | 85   | 114  | 198  |